# Echinodillo cavaticus
Echinodillo cavaticus é uma espécie de crustáceo da família Armadillidae.
É endémica da Austrália.